# Zimà
Zimà (en rus Зима) és una ciutat de l'óblast d'Irkutsk, a Rússia. Es troba al sud de Sibèria, a 230 km al nord-oest d'Irkutsk. La ciutat creix a la vora del riu Okà, i té una estació del Transsiberià a 4.934 km de Moscou i a 3.354 km de Vladivostok.

## Història
El 1743 s'establí a l'emplaçament de la ciutat actual el poble de Stàraia Zimà. La línia ferroviària del Transsiberià arribà el 1898. Finalment el 1922 la vila rebé l'estatus de ciutat i el seu nom actual.